# Witanowice (województwo dolnośląskie)
Witanowice – wieś w Polsce położona w województwie dolnośląskim, w powiecie polkowickim, w gminie Gaworzyce.

## Podział administracyjny
W latach 1975–1998 miejscowość należała administracyjnie do województwa legnickiego.

## Nazwa
Nazwa pochodzi od nazwy witać oznaczającej powitanie. W roku 1295 w kronice łacińskiej Liber fundationis episcopatus Vratislaviensis (pol."Księdze uposażeń biskupstwa wrocławskiego") miejscowość wymieniona jest w zlatynizowanej formie Wytanowiczi.jest

## Zabytki
Do wojewódzkiego rejestru zabytków wpisany jest:
- zespół pałacowy, z końca XVIII w., przebudowany w początkach XX w.:
  - pałac
  - obora
  - stajnia
  - park